# Erwin Kruppa
Erwin Kruppa (ur. 11 sierpnia 1885 w Bielsku, zm. 26 stycznia 1967 w Wiedniu) – austriacki matematyk.

## Życiorys
Pierwotnie Kruppa studiował budownictwo (egzamin państwowy 1905), szybko jednak odkrył jako swą pasję matematykę. Ostatnie cztery semestry spędził na Uniwersytecie Wiedeńskim i Wyższej Szkole Technicznej tamże, gdzie znajdował się pod wpływem Gustava von Eschericha, Franza Mertensa, Wilhelma Wirtingera, Gustava Kohna i przede wszystkim Emila Müllera. W 1907 zdał egzaminy z matematyki i geometrii wykreślnej. Wkrótce potem zdobył doktorat u Hansa Hahna w Grazu pracą O metodzie aksonometrycznej w geometrii wykreślnej, następnie w 1911 habilitował się na uniwersytecie w Czerniowcach.
W 1921 otrzymał stanowisko profesora nadzwyczajnego na Wyższej Szkole Technicznej (politechnice) w Wiedniu; wkrótce awansowano go na profesora zwyczajnego. W 1929 objął katedrę geometrii wykreślnej jako następca Emila Müllera. W latach 1953–1954 był rektorem Wyższej Szkoły Technicznej.

## Wybrane prace
- Analityczna i konstruktywna geometria różniczkowa. Springer-Verlag, Wiedeń, 1957.
- Podręcznik geometrii wykreślnej (z Emilem Müllerem). Wyd. V uzup., Springer-Verlag, Wiedeń, 1948.